# Ugo Ferrante
Ugo Ferrante (Vercelli, 18 de julho de 1945 — Vercelli, 29 de novembro de 2004) foi um futebolista italiano que atuava como defensor.
Ele morreu em 2004 aos 59 anos, devido a um câncer de amígdala.

## Carreira

### Clubes
Ferrante começou nas divisões de base do Pro Vercelli, ele foi contratado pela Fiorentina em 1963, fazendo sua estréia na Série A em 31 de maio de 1964 contra o Bari.
Durante muito tempo, ele foi o pivô da defesa da viola, sendo protagonista de muitos sucessos, entre os quais a Copa da Itália de 1965-1966, a Serie A de 1968-1969 e a Copa Mitropa de 1966.
Ele deixou a Fiorentina no final da temporada 1971-1972. No total, com a Fiorentina, ele jogou 179 jogos na Série A marcando 6 gols.
Ferrante se transferiu para o Vicenza na temporada 1972-1973 e viveu outro importante período de sua carreira, contribuindo para algumas salvações históricas e trazendo os Lanerossi para o vigésimo ano consecutivo na Série A.
Ele se aposentou no fim da temporada 1975-1976.

### Seleção
Em 1970, ele foi chamado para a Copa do Mundo de 1970 no México, onde ele foi reserva de Pierluigi Cera. Com a camisa azul, ele fez apenas 3 jogos.

## Títulos
Fiorentina
- Torneo di Viareggio: 1966

- Coppa Italia: 1965-1966

- Serie A: 1968-1969

- Coppa Mitropa: 1966